# Salle du 3 mars
La Salle d'Al Hoceima (en arabe : قاعة الحسيمة) est une salle de basket-ball doté d'une capacité de 1 500 places située à Al Hoceima.
Elle accueille chaque année les matchs de l'équipe de basket-ball du Chabab Rif Hoceima.

## Note et référence
1. ↑  goalzz.com